# Lëvizja Socialiste për Integrim
Lëvizja Socialiste për Integrim (Socialistisk Bevægelse for Integration) er et socialdemokratisk politisk parti i Albanien.
Ilir Meta har været partiformand siden stiftelsen.

## Koalition med demokraterne 2009-2013
Ved parlamentsvalget i 2009 vandt partiet fire sæder i parlamentet og dannede regering sammen med Albaniens Demokratiske Parti (PD). Ilir Meta ønskede at forhindre en dyb politisk krise og ville fortsætte integrationen. Han trådte derfor i september 2009 ind i regeringen som udenrigsminister og stedfortrædende premierminister. I september 2010 skiftede han til at være minister for økonomi, handel og energi, for at bruge mindre tid i udlandet, og for at være i stand til at fokusere mere på  udviklingen af partiet. Som ny udenrigsminister valgtes LSI-Parlamentsmedlemmet Edmond Haxhinasto. 

## Koalition med socialisterne siden 2013
Forud for parlamentsvalget i forlod Ilir Meta og hans parti koalitionen med Demokraterne og gik over til Socialistpartiet. Ved valget fik socialisterne med Edi Rama sammen med LSI, et klart flertal . Siden September 2013 har de sammen dannet regering.
I den nye regering, bidrager partiet LSI med seks ud af 19 ministre. Det er Nasip Naço, Edmond Panariti, Klajda Gjosha, Edmond Haxhinasto og Lefter Koka. Ilir Meta har selv overtaget posten som parlamentsformand.